# Josefina Robledo Gallego
Josefina Robledo Gallego (Valência, 10 de maio de 1897 — Godella, 1972) foi uma violonista, compositora e intérprete espanhola.

## Biografia
Josefina Robledo Gallego nasceu em Valência em 10 de maio de 1897. Ela foi discípula do conceituado violonista espanhol Francisco de Asís Tàrrega y Eixea, tendo iniciado a sua carreira musical ainda na juventude, aos dez anos de idade, atingindo a fama na região de sua cidade natal e mais tarde também na América Latina, principalmente na Argentina, Brasil e Uruguai. O crítico, pesquisador e musicólogo espanhol, Eduardo López-Chávarri, descreveu Josefina Robledo como uma instrumentista tão virtuosa quanto o seu contemporâneo, Andrés Segovia, outro violonista espanhol.
Josefina Robledo foi casada com Ricardo García de Vargas, um cronista de Godella. Seu marido, por volta de 1979, decidiu doar uma de suas obras de arte a Caja de Ahorros de Valencia com a finalidade de angariar fundos para criar prêmios: um dedicado ao estudo histórico da região de Godella e outro a memória de Josefina Robledo. Assim surgiu o concurso musical de violonistas “Josefina Robledo”. O concurso foi inaugurado ainda em 1979 e ocorreu anualmente até 1987. Porém, em 2009 foi reaberto em uma versão de alcance internacional.
No Brasil, Josefina Robledo, juntamente com os seus contemporâneos, o violonista brasileiro Américo Jacomino e o violonista paraguaio Agustín Barrios, despertaram a atenção da crítica brasileira entre as décadas de 1910 e 1920, tendo eles realizado frequentes apresentações em turnês pelo país. Por conta disso, os três tiveram papel fundamental no desenvolvimento do violão instrumental no Brasil, influenciado futuras gerações de instrumentistas, além da consolidação desse instrumento na música erudita, que até então era tido como de menor importância.